# 克赖姆巴赫-考尔巴赫
克赖姆巴赫-考尔巴赫是德国莱茵兰-普法尔茨州的一个市镇。总面积9.05平方公里，总人口796人，其中男性403人，女性393人（2011年12月31日），人口密度88人/平方公里。